# Шпеер, Альберт Фридрих
Альберт Фридрих Шпе́ер (нем. Albert Friedrich Speer; 6 мая 1863, Дортмунд — 31 марта 1947, Гейдельберг) — немецкий архитектор.

## Биография
Альберт Фридрих Шпеер учился архитектуре в Берлинском и Мюнхенском университетах. В 1892—1923 годах держал собственное архитектурное бюро в Мангейме. Работы Шпеера, построенные в Мангейме, выполнены в стиле модерна и неоклассицизма.
В браке с Луизой Матильдой Вильгельминой Гоммель родилось трое сыновей, среди которых и Альберт Шпеер, архитектор Третьего рейха.